# Orophocotyle planci
Orophocotyle planci är en plattmaskart. Orophocotyle planci ingår i släktet Orophocotyle och familjen Accacoeliidae. Inga underarter finns listade i Catalogue of Life.